# Francisco Ascaso
Pour les articles homonymes, voir Ascaso et Abadia.
Francisco Ascaso Abadía (Almudévar, 1er avril 1901 – Barcelone, 20 juillet 1936) est un militant anarcho-syndicaliste espagnol membre de la Confederación Nacional del Trabajo (CNT).
En octobre 1922 à Barcelone, avec Buenaventura Durruti, Juan García Oliver et Ricardo Sanz, il fonde le « groupe d'action » Los Solidarios.
« Idéaliste mince et nerveux », il meurt à Barcelone dans les premiers jours de la révolution sociale espagnole de 1936 en combattant l'armée aux côtés de son camarade Buenaventura Durruti.

## Biographie
Issue d'une famille de paysans d'Aragon, il avait 10 frères et sœurs dont seulement quatre survécurent. Sa mère mourut en exil, comme sa sœur.

### Engagement anarchiste et groupes d’action directe
Francisco Ascaso naît le 1er avril 1901 à Almudevar, commune de la province de Huesca en Aragon. Parti travailler à Saragosse, il est boulanger puis serveur. C'est à Saragosse qu'il intègre la CNT et devient membre du groupe d’action directe nommé Los Justicieros (Les Justiciers).
Entre 1920 et 1922 il fut incarcéré à la prison de « Predicadores » à Burgos, à la suite de son inculpation pour « pratiques terroristes ».
En août 1922, il quitte Saragosse pour Barcelone où il rejoint Los Solidarios (Les Solidaires), un autre groupe d’action directe auquel participent Buenaventura Durruti, Antonio Ortiz Ramírez, Juan García Oliver et Gregorio Jover. Avec ce groupe, il prend part à des actions contre les pistoleros (hommes de main du patronat espagnol qui assassinent des syndicalistes) ainsi qu’à plusieurs attaques de banques.
Le 4 juin 1923, en représailles de l’assassinat du leader anarcho-syndicaliste Salvador Seguí par des pistoleros, Francisco Ascaso et d’autres membres du groupe Los Solidarios assassinent d'une vingtaine de balles l’un des principaux soutiens financiers des pistoleros : le cardinal Soldevila. La justice l'accuse aussi de l'attaque à main armée de la Banque d'Espagne à Gijón.

### Exil
La répression qui suit cet assassinat ainsi que l’arrivée au pouvoir du dictateur Primo de Rivera poussent Francisco Ascaso à s’exiler en France en compagnie de Durruti et de García Oliver.
En 1924, l'anarchiste belge Hem Day l'accueille chez lui à Bruxelles avec Buenaventura Durruti et les aide à rejoindre Cuba.
Ils poursuivent vers l’Argentine où ils participent à une série de braquages en compagnie d’anarchistes locaux. Poursuivis par la police, ils décident de retourner clandestinement en France.
Accusé de préparer un attentat contre le roi Alphonse XIII qui doit venir en visite officielle à Paris, Francisco Ascaso est arrêté par les autorités françaises avec Durutti et Gregorio Jover le 25 juin 1926.
À la nouvelle de leur arrestation, l’Espagne et l’Argentine demandent leur extradition. Leur extradition, qui aurait équivalu à les livrer à une mort certaine, n'est évitée que par l’action d’anarchistes français, en particulier Louis Lecoin et Nicolas Faucier, qui mobilisent l’opinion. Finalement jugés à Paris le 17 octobre 1926, ils sont condamnés à une peine de prison.
Ils sont libérés en juillet 1927, mais expulsés et interdits de séjour en France, en Suisse, en Belgique et dans d’autres pays européens.
Francisco Ascaso décide alors de rester clandestinement en France.

### Retour en Espagne

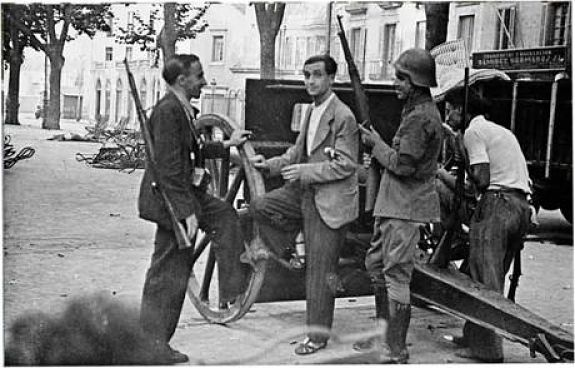
Francisco Ascaso quelques heures avant sa mort en 1936.

Francisco Ascaso reste en exil jusqu’en 1931 ; la monarchie espagnole étant renversée et la Seconde République proclamée, il décide de retourner en Espagne.
Revenu à Barcelone il fonde le groupe Nosotros, un groupe plus radical que la FAI. Il continue à prendre part aux agitations anarchistes. En 1932, il est arrêté et déporté en Afrique puis aux Canaries.
Ayant retrouvé la liberté, il devient en 1934 secrétaire général du Comité régional de Catalogne de la CNT. À partir de cette date, il collabore aussi au journal anarchiste Solidaridad Obrera.
Le 17 juillet 1936, une partie de l'armée espagnole basée au Maroc se rebelle contre la République : c’est le début de la guerre civile en Espagne. À l'annonce de la tentative de coup d'État, les ouvriers de Barcelone (principalement les militants de la CNT) se soulèvent et attaquent les casernes.
C’est là que Francisco Ascaso trouve la mort le 20 juillet 1936 lors de l’assaut de la caserne d’Atarazanas.
Carlo Rosselli, Camillo Berneri et Mario Angeloni lui rendent hommage en donnant son nom à sa création à la Colonne Ascaso.

### Postérité
Oliver, Durruti et Ascaso sont parfois surnommés les « trois mousquetaires de l'anarchisme espagnol », qui eux aussi, étaient quatre, avec Jover.

## Bibliographie

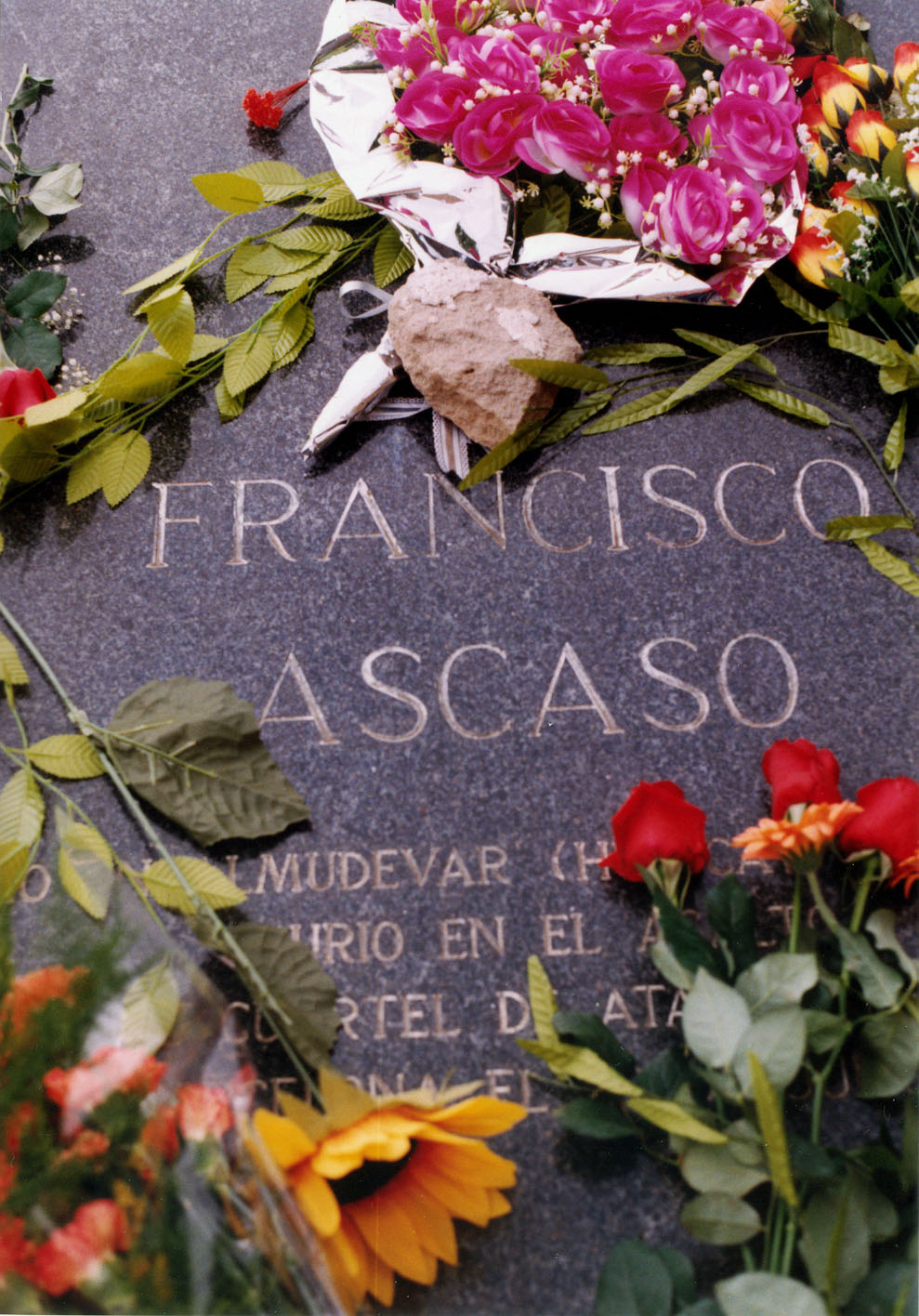
Tombe de Francisco Ascaso à Barcelone

## Notices
- Ressource relative à la vie publique :   - Maitron
- Notices dans des dictionnaires ou encyclopédies généralistes :   - Diccionario Biográfico Español
  - Gran Enciclopedia Aragonesa
  - Gran Enciclopèdia Catalana
- Notices d'autorité :   - VIAF
  - ISNI
  - LCCN
  - GND
  - Espagne
  - Pays-Bas
  - Catalogne
  - WorldCat
- (es) Miguel Iñiguez, Esbozo de una Enciclopedia histórica del anarquismo español, Fundación de Estudios Libertarios Anselmo Lorenzo, Madrid, 2001, p. 56-57.
- (es) Juan Manuel Roca et Iván Darío Álvarez Escobar, Diccionario anarquista de emergencia, Bogota, Norma Editorial, 2008,, 276 p. (ISBN 978-958-45-0772-3, lire en ligne), p. 190-191.